# William Crowther (homme politique australien)
Pour les articles homonymes, voir William Crowther et Crowther.
William Lodewyk Crowther, né le 15 avril 1817 à Haarlem et mort le 12 avril 1885 à Hobart, est un chirurgien, homme d'affaires, homme politique et philanthrope australien.

## Biographie

### Carrière médicale
Né aux Pays-Bas de parents britanniques, il émigre avec eux en Tasmanie à l'âge de 7 ans et grandit à Hobart. Son père, chirurgien, tente sans succès de créer une école de médecine en Tasmanie (qui n'en a pas encore à cette date), et crée un dispensaire où il soigne quasi gratuitement les pauvres de la ville, avant de mourir jeune d'un accident de cheval.
William Crowther est d'abord apprenti auprès de son père en 1832, puis devient associé en tant que « chirurgien apothicaire et accoucheur ».
En juin 1836, il arrive à Londres pour poursuivre ses études de médecine qu'il finance en vendant au Royaume-Uni des spécimens d'animaux tasmaniens (vivants et morts). Les sommes collectées couvrent même une année d'étude supplémentaire à Paris.
Le 12 novembre 1841, à l'ambassade britannique à Bruxelles, il épouse sa cousine Sarah Victoria Marie Louise, fille du colonel A. B. Muller du 7e régiment, écuyer du duc de Kent. Ensemble ils auront onze enfants.
En 1842, il revient avec sa femme en Tasmanie, et reprend le cabinet de son père. Il s'établit avec succès comme chirurgien, se spécialisant en urologie, et contribue à deux articles de recherche au journal The Lancet. Il soigne gratuitement les pauvres, et de ce fait il a la charge de beaucoup plus de patients que ses collègues, les personnes infortunées venant spécifiquement le voir. Il cherche sans succès à transformer l'hôpital de Hobart, institution privée, en institution caritative, et mène campagne pour que soit réformé l'asile de fous à New Norfolk pour que les internés y soient mieux traités. Il fait don par ailleurs de sommes considérables à des associations caritatives,. En raison de ses convictions humanistes, il refuse d'être le médecin qui assiste aux flagellations publiques des bagnards à la prison de Hobart, et obtient que ces punitions soient abolies. Membre de la Société zoologique de Londres, il leur envoie des squelettes de divers animaux australiens.

#### L'affaire du crâne de William Lanne
En 1869, il est accusé d'avoir décapité à la morgue le cadavre du dernier homme aborigène de Tasmanie, William Lanne (en), et d'avoir emporté sa tête, et remplacé le crâne manquant par celui d'un autre cadavre pour tenter de dissimuler ses actes. Peut-être coupable (adhérent aux théories de la phrénologie, il avait précédemment demandé à étudier le corps pour démontrer l'infériorité des races aborigènes, et le témoignage de son fils est son seul alibi pour le soir du délit), il n'y a aucune preuve permettant de l'accuser, et il est possible qu'il ait été la victime d'une calomnie en raison de conflits entre personnels de l'hôpital d'Hobart. La tête dérobée n'est pas en sa possession et n'est jamais retrouvée ; l'enquête de police n'aboutit à rien. Sans lui laisser la possibilité de se défendre, et malgré une pétition en sa faveur de la part de quelque 1 200 personnes, l'hôpital le suspend pour ne pas être entaché de soupçons. Il n'est réintégré à l'hôpital qu'en 1878,. 

### Activités économiques
Crowther s'intéresse à la spéculation et ses intérêts s'étendent bien au-delà de la Tasmanie. Dans les années 1850, il posséde des scieries dans le district de Huon, qui seront plus tard déplacées dans les régions situées derrière Kettering, où il posséde une grande propriété. Il envoie notamment le bois dans ses propres navires vers d'autres colonies australiennes et la Nouvelle-Zélande. 
Ses baleiniers, l'Offley, l'Isabella, le Sapphire, le Velocity et l'Elizabeth Jane, sont largement utilisés dans l'océan Austral ; lors d'une expédition, l'Offley alla jusqu'à l'île Kerguelen pour y chercher de l'huile d'éléphant de mer. Ses navires effectuent souvent des trajets réguliers : transport de bois vers Otago et ses champs aurifères, puis vers la mer de Corail et retour avec le guano, et chasse à la baleine lorsque l'occasion se présente. Plus tard, il transfère ses intérêts à la Anglo-Australian Guano Co.

### Carrière politique
Brièvement député à l'Assemblée de Tasmanie d'octobre à décembre 1866, il la quitte pour être candidat avec succès à une élection au Conseil législatif de Tasmanie, la chambre haute du parlement, début 1869, sous la bannière de « Retrenchment or Ruin ». Il n'existe pas de partis politiques à cette date. En 1876 il est nommé ministre sans portefeuille dans le gouvernement de Thomas Reibey (en), et en décembre 1878 il devient Premier ministre de Tasmanie jusqu'en octobre 1879.
Décrit à l'époque comme « un participant patient et intelligent » aux débats parlementaires, il est confronté à l'absence d'une majorité stable au parlement, qui empêche toute réforme qu'il souhaiterait mener. De ce fait, il démissionne de sa fonction de Premier ministre en octobre 1879, mais demeure un membre assidu du Conseil législatif jusqu'à sa mort,,.

### Décès et descendance
Atteint de « complications de la prostate », il meurt en 1885 peu avant ses 68 ans. Ses funérailles sont parmi les plus grandes, en termes de participation publique, de l'histoire de la Tasmanie.
Parmi ses onze enfants, son fils Edward Crowther sera député à l'Assemblée de Tasmanie à plusieurs reprises entre 1878 et 1912. Également chirurgien, il poursuivra la tradition de soins gratuits et de philanthropie établie par son père.

## Postérité et critiques

### Hommages

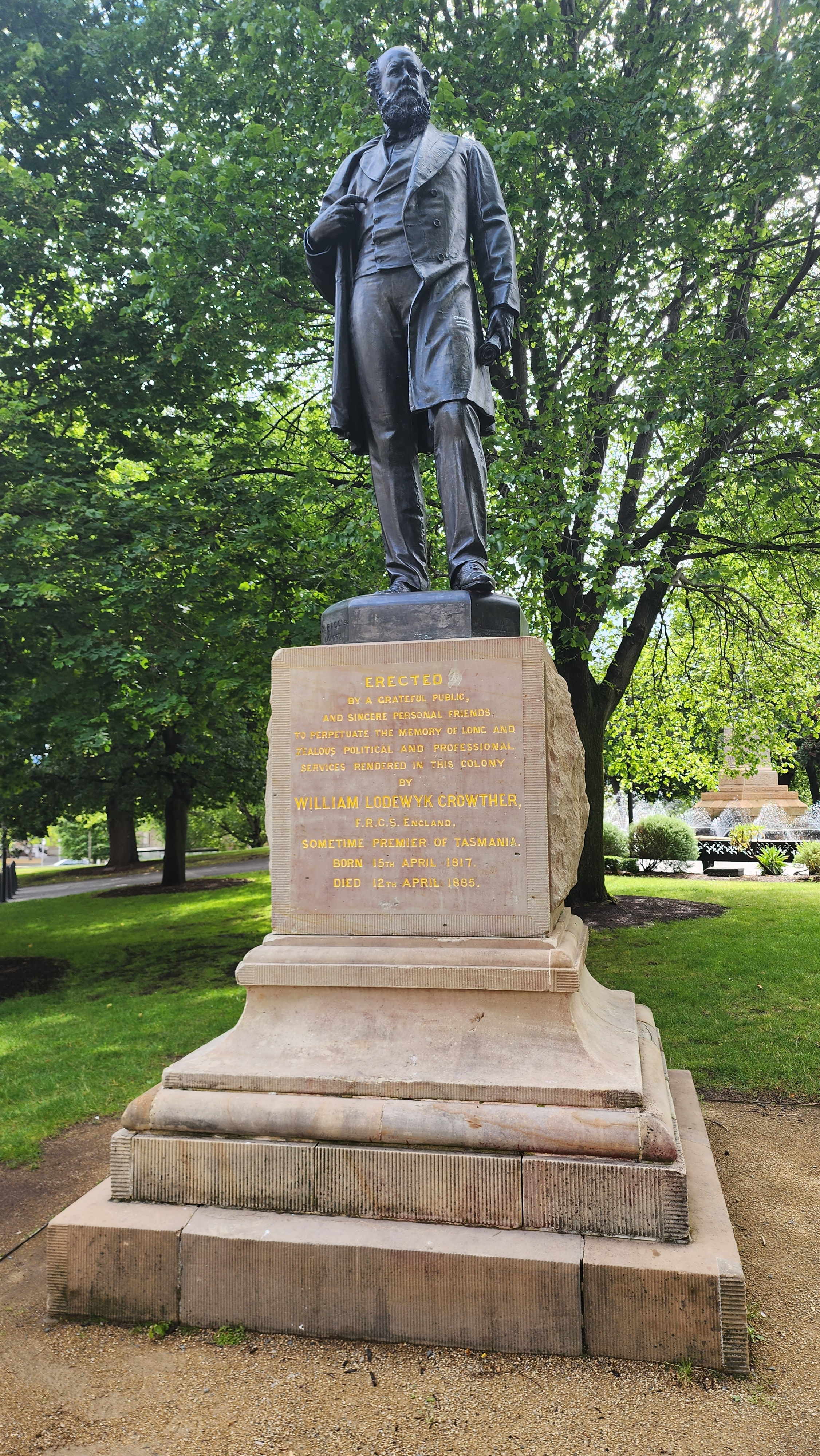
La statue de bronze de William Crowther à Franklin Square, à Hobart, avant son arrachage en 2024.

Si Crowther est décrit comme quelqu'un d'impulsif, dur et austère, il garde une grande popularité auprès de ses patients pour sa bienveillance et à sa générosité comme médecin. En son hommage, une statue monumentale en bronze, financée par souscription publique, est érigée sur la place Franklin de Hobart le 9 janvier 1889.
En 1935, un masque facial est placé dans la galerie de l'Institut d'anatomie de Canberra, parmi ceux d'autres éminents Australiens.
La Bibliothèque W.L. Crowther, intégrée à la Bibliothèque de l'État de Tasmanie (en), est une collection des nombreux documents en sa possession de son vivant.

### Critiques
Accusé de racialisme en raison de son adhésion aux thèses de la phrénologie, et pour sa présumée implication dans l'affaire de la décapitation de la tête du cadavre de William Lanne (en), la figure de William Crowther est critiquée, notamment par les Aborigènes de Tasmanie.
Le 23 août 2023, après plusieurs années de débat, la municipalité de Hobart vote le déplacement de la statue au Tasmanian Museum and Art Gallery, en guise de réconciliation avec les Aborigènes. Selon la maire de la ville, Anna Reynolds, le retrait de la statue coloniale, une première en Australie, vise à raconter « une histoire plus authentique du traitement réservé aux populations aborigènes à Hobart pendant l’époque coloniale ».
Avant même le retrait prévu de la statue, celle-ci est abattue le 15 mai 2024 par des militants, convaincus de sa culpabilité dans l'affaire de la tête de William Lanne. Le socle est également tagué des mots « what goes around » (on récolte ce qu'on sème) et « decolonize » (décoloniser). Cette action s'inscrit dans le cadre de la « décolonisation de l'espace public » qui agite certains pays anglophones au début des années 2020. 
Le conseil municipal de Hobart a déclaré qu'il prévoyait de commander une nouvelle œuvre pour remplacer le monument Crowther, qui « raconterait une histoire plus large et plus véridique » sur le passé de la ville. D'ici là, un panneau temporaire sera installé pour offrir un « aperçu plus approfondi » des « actions et des impacts de William Crowther et de son traitement des restes des Aborigènes ».